# カムフー
カムフー王はラーンナー王朝4代目の王である。

## 伝記
カムフー王はプレー王国やパヤオ王国の領土をねらうことに生涯をかけた。
『チエンマイ年代記』によれば、パヤオ王国への侵攻を画策し、ナーンのカーオ王国の王と同盟しパヤオを攻撃したパヤオをその覇権下に加えた。しかし、戦利品を巡ってナーンの王と諍いを起こし、チエンセーンに逃げ帰り、ナーンの王と戦争を起こした。
その後、1340年、プレー王国に攻め入ったが結局領土をとることはできなかった。
カムフー王の最後については次のような逸話が『チエンマイ年代記』に残っている。カムフー王には醜い顔のグワホンという友人がいたが、ある日、いたずらで毛をむしり取ってゴムと綿でつくった着ぐるみを着せた猿を箱に入れ送ったが、グワホンはこれに腹を立てた。一方、カムフーは友人が怒ったのを知るとグワホンの住むチエンカムに行ってなだめようとしたが、接待に出てきたかねてよりカムフー王に心を寄せていたグワホンの妻と寝てしまった。その後、カムフーはチエンカム川で頭を洗っていると、水から女鬼が出てきてカムフーをさらった。その後、誰がカムフーを探しても見つからなかったという。